# كلييرا جابونيكا (ساكاكي)

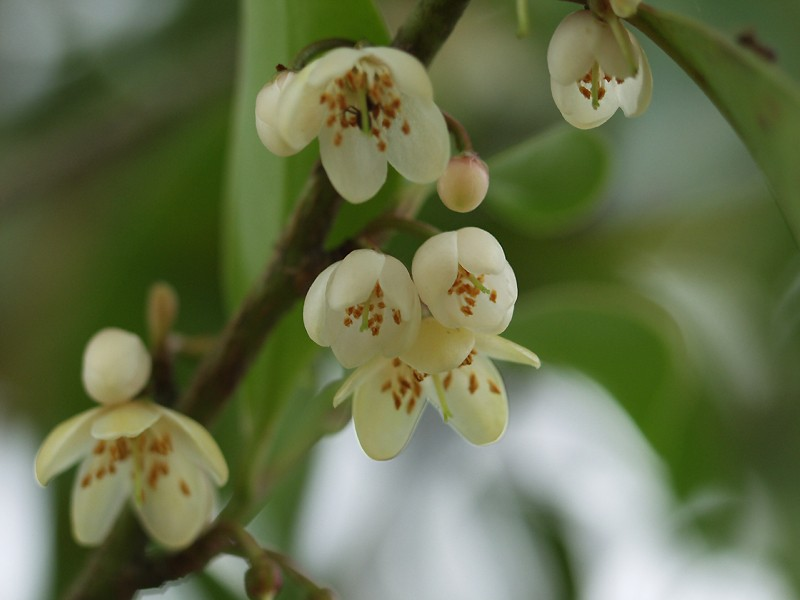
أزهار شجرة الساكاكي

كلييريكا جابونيكا (ساكاكي) هي شجرة مزهرة دائمة الخضرة تعود إلى المناطق الدافئة في اليابان وتايوان والصين وميانمار ونيبال وشمال الهند. ويمكن أن يصل ارتفاعها إلى 10 أمتار. أما طول الأوراق فهو 6-10سم، ناعمة، بيضاوية، لامعة ويعلوها أخضر داكن، وأخضر مصفر أدناها، مع الأخاديد العميقة لساق الورقة. اللحاء بني داكن محمر وسلس. تنفتح الأزهار الصغيرة ذات الرائحة الكريمية في أوائل الصيف، ويليها في وقت لاحق التوت التي يبدأ باللون الأحمر ويتحول إلى اللون الأسود عندما ينضج. السكاكي هي واحدة من الأشجار الشائعة في الطبقة الثانية من غابات البلوط دائمة الخضرة. وتعتبر مقدسةً للشنتو الياباني، وهي إحدى القرابين الكلاسيكية في مزارات الشِنتو.

## الاستخدامات

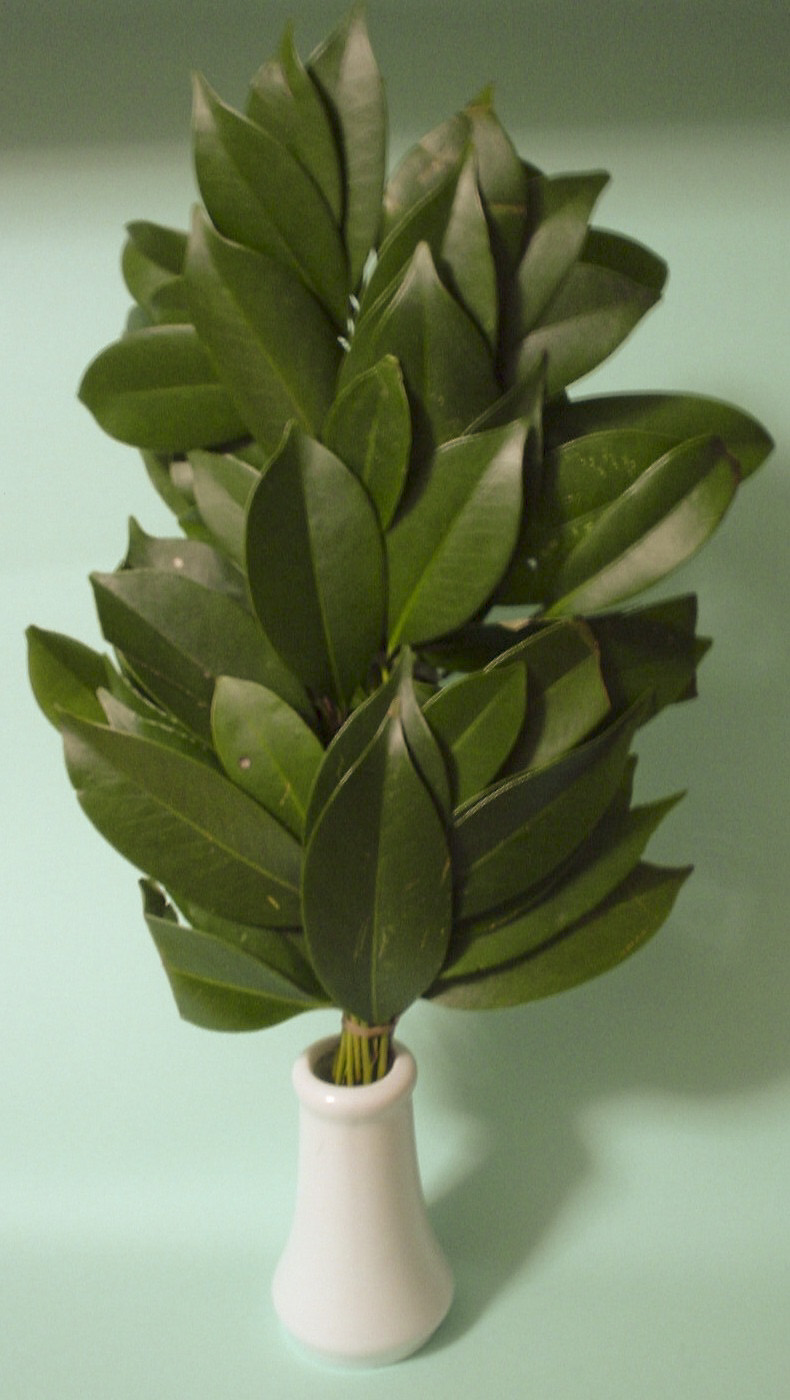
يتم استخدام الساكاكي كصولج في طقوس شنتو

يستخدم خشب السكاكي لصنع الأواني (خاصة الأمشاط) ومواد البناء والوقود. ويزرع عادة في الحدائق والحدائق والمزارات.
تعتبر السكاكي شجرة مقدسة في الشنتو، جنبا إلى جنب مع أشجار أخرى دائمة الخضرة مثلهينوكي (檜?)
وكانسوغي (神杉?)
 .شينوبوكو (神木?)
.
تحاط غالبا أضرحة الشينتو بأشجارالشينوبوكو لتشكلالهيموروجي (神籬?, "السور الإلهي")
. وتستخدم في طقوس القرابين الشنتوية إلى الكامي، حيث يتم تزيين فروعالسكاكي بورقالشيديه لصنعالتاماغوشي.

## الخلفية اللغوية
تتم كتابة الكلمة اليابانية ساكاكي مع حرف الكانجي 榊، والذي يجمع بين 木 (كي، «شجرة؛ خشب») و 神 (كامي، «روح؛ إله») لتشكيل معنى «شجرة مقدسة؛ شجرة إلهية». 